# Dick Tracy (игра, Realtime Associates)
Dick Tracy — компьютерная игра, разработанная Realtime Associates и изданная Bandai of America в 1990 году для платформ NES и Game Boy по мотивам комиксов о приключениях полицейского детектива, а также на одноимённом кинофильме 1990 года.

## Игровой процесс

### Версия NES
В Чикаго происходят несколько преступлений, а полиция не может найти их виновников. Детектив Дик Трейси начинает собственное расследование.
Графически версия сочетает в себе двухмерную графику с горизонтальным сайд-скроллингом и графику с режимом top-down (изометрическая проекция, вид сверху) и вертикальным скроллингом. Первая используется в городских планах, вторая — внутри зданий.
Задача игры — раскрыть несколько преступлений, имеющих возрастающий уровень сложности.
Отличительной особенностью игры является наличие логических элементов, играющих важную роль в сюжете. Детектив Дик Трейси перемещается на автомобиле от здания к зданию и собирает улики к разгадкам преступлений; в каждом сооружении необходимо собрать несколько улик, которые впоследствии помогут герою найти преступника. Этому пытаются помешать противники, охраняющие здания; некоторые из них вооружены. От врагов можно защищаться различными видами оружия, такими как пистолет и автомат. Здоровье персонажа пополняется с помощью аптечек.

### Версия Game Boy
Версия для Game Boy схожа с NES-версией, но несколько упрощена: отсутствуют общие городские планы и поиск улик.
В игре представлено пять уровней-локаций, на которых расположены враги и препятствия. Персонаж имеет при себе несколько вид оружия (пистолет, автомат и слезоточивый газ) с ограниченным боезапасом, которые использует во время сражений с врагами.

## Рецензии
| Иноязычные издания | Иноязычные издания |
| Издание            | Оценка             |
| ------------------ | ------------------ |
| AllGame            | (NES)              |

Игра получила слабые оценки среди игровых критиков.